# بوعرقوب
بوعرقوب (به عربی: بوعرقوب) یک منطقهٔ مسکونی در تونس است که در استان نابل واقع شده‌است. بوعرقوب ۱۲٬۳۱۲ نفر جمعیت دارد.